# 分譲
分譲（ぶんじょう）とは、「分割譲渡」のこと。一般的には、土地や建物を区分けして販売すること。

## 分譲事例
- 土地
  - 宅地（宅地分譲、建築条件付き宅地分譲、建売住宅）
  - 別荘地
  - 墓地
  - 事業用地（商業用地、倉庫・配送センター用地、工業団地 等）
- 建物・工作物
  - 住宅（マンション、タウンハウス 等）
  - 店舗（区分所有店舗）
  - オフィス（区分所有オフィス）
  - ホテル（区分所有ホテル）
  - 太陽光発電